# San Carlo al Corso (Mailand)

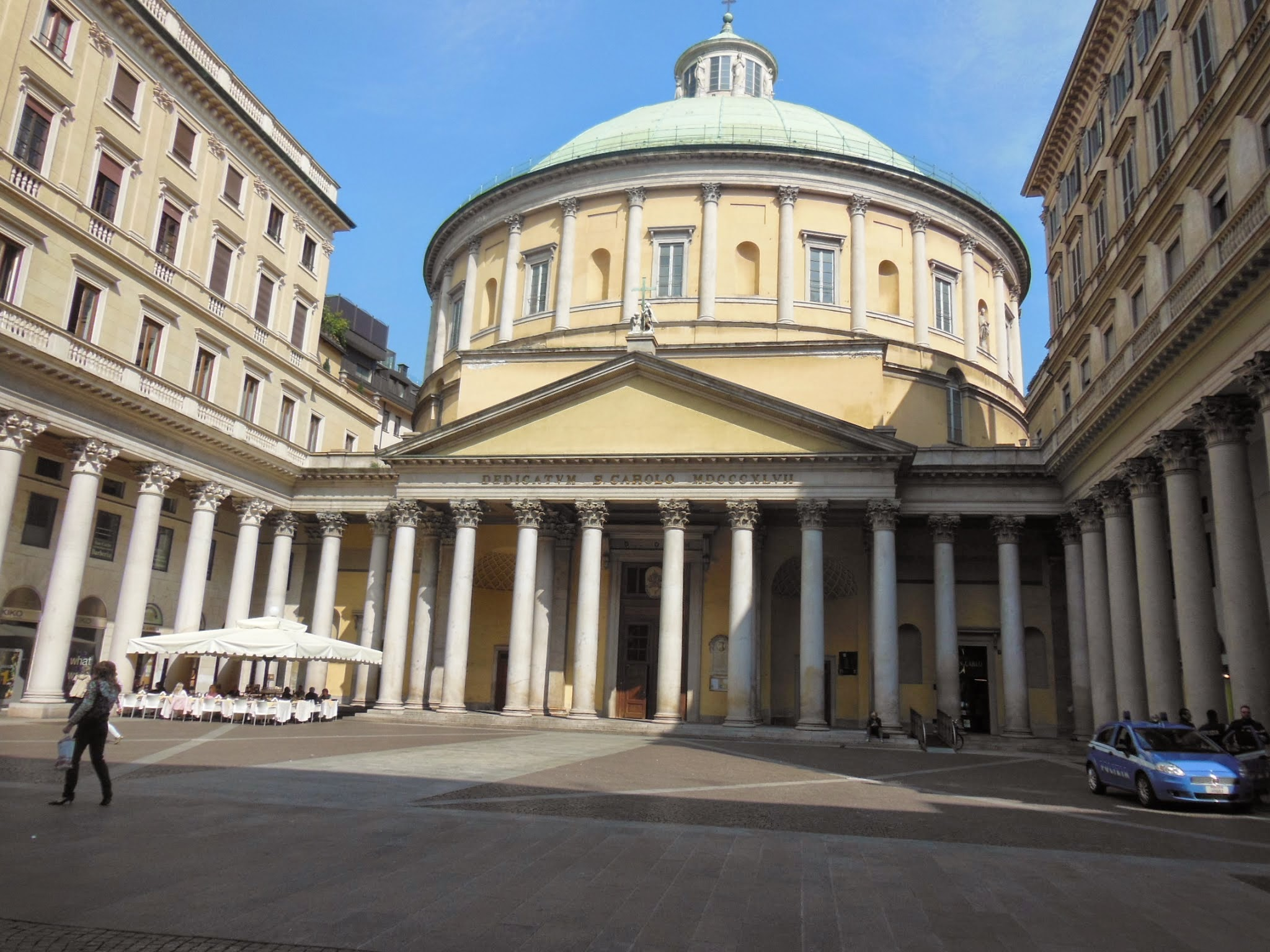
San Carlo al Corso

San Carlo al Corso ist eine römisch-katholische Kirche in Mailand, Italien. Die Kirche des Erzbistums Mailand trägt den Titel einer Basilica minor. Sie wurde Mitte des 19. Jahrhunderts im klassizistischen Stil im Zentrum von Mailand auf dem gleichnamigen Platz entlang des Corso Vittorio Emanuele II erbaut.

## Geschichte

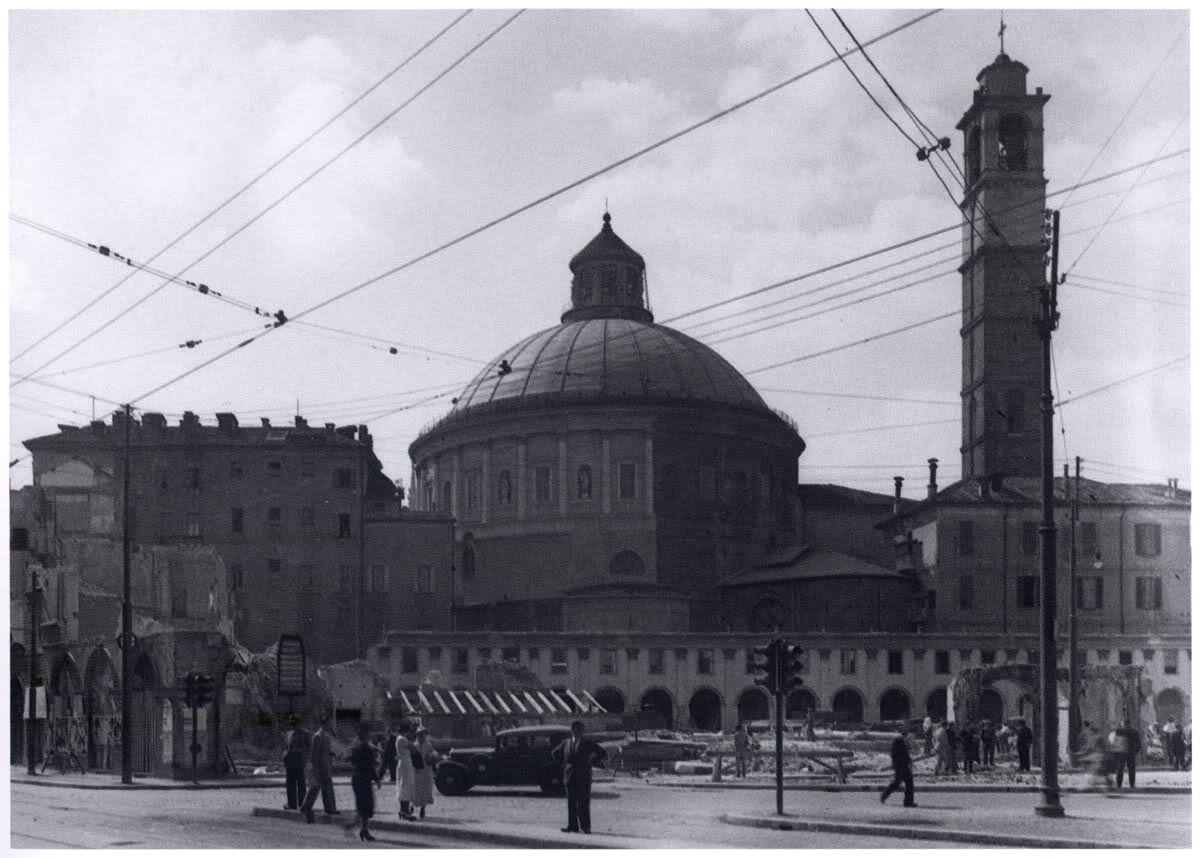
Aufnahme von 1935, Blickachse heute verbaut

Das heutige Gebäude, das an der Stelle der mittelalterlichen Kirche Santa Maria dei Servi, dem Mailänder Sitz des Serviten-Ordens, errichtet wurde, ist ein Beispiel für den klassizistischen Stil, inspiriert vom römischen Pantheon, mit bedeutenden Ähnlichkeiten mit der Kirche San Francesco di Paola in Neapel, mit der Kolonnade der Piazza del Plebiscito.
Der Architekt war ab dem Baubeginn 1832 Carlo Amati aus Monza, der auch die endgültige Gestaltung der Fassade des Doms entwarf, die Baustelle wurde 1838–1847 von dem Architekten Filippo Pizzagalli geleitet. Der Komplex ersetzt ein ehemaliges Kloster der Serviten, das 1290 gegründet und 1799 von Napoleon aufgehoben wurde. Die neue Kirche wurde zum Dank für die Beendigung einer Choleraepidemie errichtet und dem heiligen Karl Borromäus, dem großen Mailänder Erzbischof, gewidmet, der sich um die großen Pestepidemien des 16. Jahrhunderts gekümmert hatte.
Das Projekt, das die Jahre zwischen 1814 und 1847 umfasste, schuf ein Gebäude mit kreisförmigem Grundriss, dem ein mit einem Säulengang versehener Platz vorausgeht und der einen Pronaos auf korinthischen Säulen als Eingangsbereich besitzt. Im ursprünglichen Projekt hätte der Kirchhof einer mit Säulengängen versehenen Exedra auf der anderen Straßenseite entsprechen sollen.
Im August 1938 erhob Papst Pius XI. die Kirche in den Rang einer Basilica minor.

## Architektur
Das Äußere zeichnet sich durch eine den quadratischen Vorplatz auf drei Seiten umschließende Kolonnade aus, die zum Corso Vittorio Emanuele hin offen ist und aus 36 großen monolithischen korinthischen Säulen aus Baveno-Granit besteht, die auf einer breiten Treppe aufgestellt sind. Die Kolonnade besteht aus zwei Seitenportiken mit je drei Säulen  und einem zentralen Pronaos. Dieser wird, wie der des Pantheons in Rom, auf der Hauptseite von acht Säulen getragen. Der Pronaos wird von einem dreieckigen Giebel ohne Verzierungen gekrönt, über dem ein von zwei Engeln gehaltenes Kreuz steht.
Die riesige Kuppel besteht aus einem zylindrischen Tambour, der durch einen Wechsel von Halbsäulen, Fenstern und Nischen dekoriert wird, während die Turmspitze der Laterne durch engelsgleiche Karyatiden gekennzeichnet ist, die die Fenster voneinander trennen.
Hinter der Kirche steht der Glockenturm, der mit 84 Metern der höchste in Mailand ist.

## Innenraum

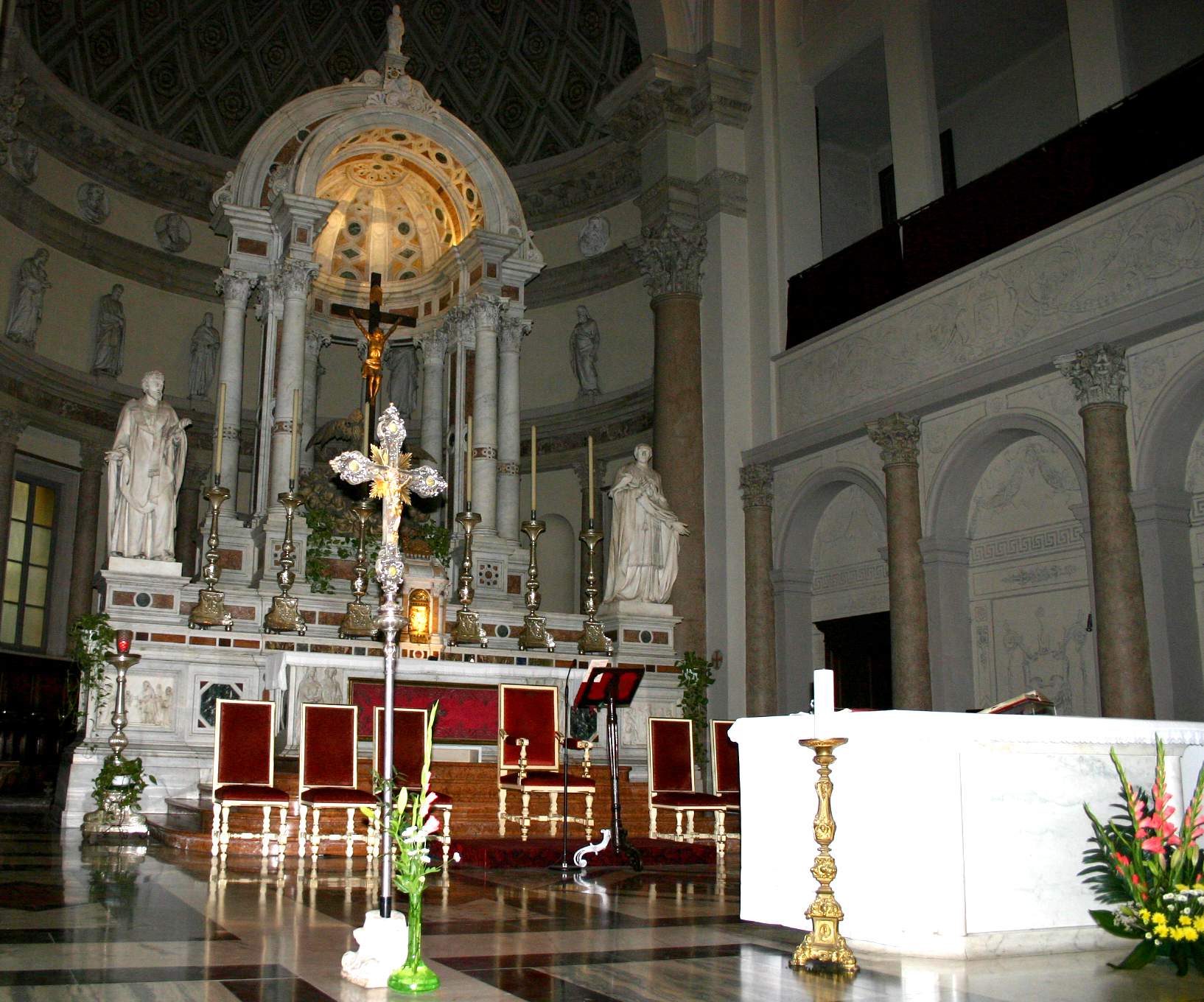
Altarbereich

Im Inneren dominiert die große kreisförmige Kuppelhalle mit einem Durchmesser von 32,2 Metern. Umgeben von der ringförmigen Kolonnade aus rotem Granit, die wie das Pantheon  die Wände berührt. Die Kolonnade wird von Exedren durchbrochen, die die Kapellen bilden, eine gehört zu der ursprünglichen Klosterkirche und ist der Mater Dolorosa gewidmet. In einer Kapelle befinden sich die sterblichen Überreste des seligen Giovannangelo Porro (1451–1505), eines Mitglieds der Mailänder Adelsfamilie und Mönchs im benachbarten Servitenkloster.
In der Mitte zwischen den Exedren befindet sich ein tiefer Chor mit einer kleinen Kuppel, Seitensäulen und einer sehr reichen Ornamentik. Der Hochaltar aus dem 18. Jahrhundert wurde aus der alten Kirche übernommen, über ihm befindet sich ein hölzernes Kruzifix von Pompeo Marchesi, einem Schüler von Antonio Canova; ebenfalls von Marchesi ist ein Marmorrelief (1852): Der heilige Karl Borromäus spendet dem heiligen Luigi Gonzaga die Erstkommunion. An der linken Seite des Chors wurde 1964 die Orgel der Mailänder Orgelbauer Balbiani-Vegezzi Bossi errichtet.
In den an die Kirche angrenzenden Räumen des Klosters befinden sich zwei Altarbilder: Christus am Ölberg von Giovanni Paolo Lomazzo und Himmelfahrt Mariens von Bernardo Zenale.
In den Jahren 1948–49 freskierte Giovanni Testori die Gewölbe. Die Gemälde wurden jedoch wegen Einflusses von Picasso nicht gewürdigt, und wegen der Proteste der Oberaufsicht hielt es Testori für richtig,  sie zu bedecken.  Auch heute noch sind sie verborgen.